# Uno psicologo nei lager
Uno psicologo nei lager (titolo orig. Ein Psychologe erlebt das Konzentrationslager, ossia Uno psicologo sperimenta il campo di concentramento) è un libro dello psichiatra e neurologo austriaco Viktor Frankl (1905-1997), di origini ebraiche, pubblicato nel 1946. Egli vi descrive le proprie esperienze di prigioniero nei campi di concentramento tedeschi, a Theresienstadt, Turckheim, nei sottocampi di Kaufering III e VI e Auschwitz durante la Seconda Guerra Mondiale, dal suo arresto nel settembre 1942 all'aprile 1945. Al titolo dell'edizione tedesca venne anteposta la citazione … trotzdem Ja zum Leben sagen, ossia "dico ancora sì alla vita", tratta dal ritornello dell'inno del campo "Il canto di Buchenwald", composta da Fritz Löhner-Beda, anch'egli prigioniero del lager.
La prima edizione, pubblicata anonima, non ebbe successo; l'edizione in lingua inglese, apparsa nel 1959, decretò il successo del testo, dichiarato più volte "libro dell'anno" dalle Università americane e indicato dalla Library of Congress come uno dei 10 libri più influenti d'America. Il titolo dell'edizione tedesca, tuttora usato, divenne Trotzdem Ja zum Leben sagen. Ein Psychologe erlebt das Konzentrationslager (Dire di sì alla vita, nonostante tutto. Uno psicologo nei lager). 
Alla morte di Frankl, il libro era tradotto in 42 lingue e aveva venduto 10 milioni di copie..
Scritto di getto, in nove giorni a Vienna, poco dopo la liberazione e il ritorno di Frankl, Uno psicologo nei lager è un libro da cui trapela il dramma di un ebreo che è anche austriaco, che ha fatto propria quella cultura di lingua tedesca che lo sostiene – proprio mentre i tedeschi si accaniscono contro di lui – attraverso le riflessioni sulla sofferenza, la morte e la temporalità di Rilke, Nietzsche e Max Scheler.
Concepito dopo aver appreso che in altri campi di concentramento erano morti i genitori, il fratello e la moglie, Uno psicologo nei lager si differenzia dai tanti racconti di sopravvissuti ai campi di sterminio perché riferisce l'esperienza di un medico che si riscopre uomo e credente. Attraverso uno stile narrativo scorrevole e coinvolgente, esso mostra come l'uomo possa vivere pienamente anche nelle condizioni più disumane, anzi proprio attraverso di esse.

## Contenuto
(Viktor Frankl)

### L'essenza dell'uomo: la libertà di scelta

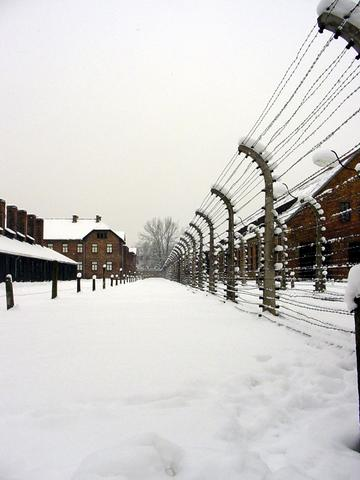
Auschwitz d'inverno

Analizzando il modo in cui «si è rispecchiata la vita quotidiana nell'anima del prigioniero medio, rinchiuso in un campo di concentramento», Frankl ritiene di poter cogliere «l'uomo nella sua essenza, consumato dal dolore e purificato dalla sofferenza». L'«umano per ciò che realmente è – un amalgama di bene e di male», non si lascia ricondurre all'ordine apparente imposto dalla ferrea pianificazione della vita nel lager, e rinnega costantemente il numero impresso in modo indelebile sul braccio dell'internato. Contro ogni apparenza, la vita nel campo di concentramento smentisce infatti la concezione naturalistica secondo cui si è soltanto il prodotto delle condizioni biologico-sociali in cui ci si trova a vivere: niente e nessuno può sottrarre all'uomo la possibilità di decidere chi diventare, e dunque anche la possibilità di rendere «una mera condizione di vita una conquista interiore». 
Prendendo le mosse dalla frase di Dostojevskij: «Temo una cosa sola: di non essere degno del mio tormento», Frankl descrive le due possibilità di fronte a cui si trova il prigioniero di un lager: egli può decidere di farsi vincere dalla fame, dal freddo e dalla mancanza di sonno, lasciando degradare la propria vita spirituale a un livello primitivo, divenendo apatico e irritabile, e rinunciando infine a lottare persino per la mera sopravvivenza; oppure può sperimentare quella “creatività” della sofferenza di cui parlava Rilke, accettando il proprio destino come un'occasione per elevarsi interiormente.

### Tempo vissuto e tempo calcolato: la “fine” come “scopo”
Citando l'aforisma di Nietzsche: «Chi ha un perché per vivere, sopporta quasi ogni come», Frankl nota che ciò che induce l'internato a scegliere di lasciarsi morire o a decidere di non darsi per vinto è la sua capacità di scorgere ancora uno scopo che dìa valore alla sua esistenza. Egli trae spunto dalla considerazione che la parola latina “scopo”, “finis”, ha anche il significato di “fine”, per chiarire i due modi opposti di reagire alla prigionia in base alla struttura temporale dell'essere umano. Se la peculiarità dell'uomo risiede nel fatto che egli «può esistere solo nella visuale del futuro», il modo più efficace per troncare l'esistenza umana è privarla di una dimensione temporale successiva al presente, ovvero lasciare indefinita la "fine" del presente, che dovrebbe rappresentare lo scopo della vita attuale.
Ciò accade nel campo di concentramento, in cui il prigioniero è tenuto all'oscuro riguardo alla data del proprio rilascio. Giorno dopo giorno egli si convince così che non sopravviverà tanto a lungo da tornare libero. L'internato cerca di non soccombere rifugiandosi nel passato e pensando il meno possibile alla propria condizione attuale, in modo da evitare il paragone con il ruolo rivestito nella vita precedente e la lacerazione provocata dall'insorgere di complessi d'inferiorità e depressione. Allo stesso scopo egli cerca di occultare la dimensione esperienziale del tempo presente a esclusivo vantaggio di quella quantitativa, legata ai bisogni fisici più elementari. Misurando le ore in base ai momenti di pausa e di distribuzione delle misere razioni di cibo, il prigioniero vive però ogni breve periodo – per esempio il giorno – come un arco di tempo quasi infinito; ogni lungo periodo, formato dalla somma di tanti brevi intervalli temporali uguali e omogenei tra loro, come un tempo rapidissimo, che lo risucchia progressivamente nel vuoto della mancanza di senso.

### La “rivoluzione copernicana”: la risposta dell'uomo alla vita
L'unica possibilità di salvezza risiede nel prendere consapevolezza che anche la sofferenza e la morte fanno parte dell'esistenza, per cui non sono prive di significato: se «non solo la vita creativa e quella ricettiva hanno un senso», bensì anche l'esistenza dilaniata dal dolore, il significato della vita in sé, cioè dell'esistenza nella sua totalità, può risiedere soltanto nella realizzazione del peculiare compito prescritto di volta in volta all'uomo dal destino.
Frankl si rende conto che le sue riflessioni in merito al senso ultimo della vita operano una specie di «rivoluzione copernicana», secondo la quale «non importa affatto che cosa possiamo attenderci noi dalla vita, ma importa, in definitiva, solo ciò che la vita attende “da noi”»: il significato dell'esistenza dipende dalla risposta alla domanda che la vita pone a ciascuno nella situazione concreta in cui si trova. Mediante la sua risposta, unica e irripetibile, ogni uomo rende il proprio presente il tempo della decisione; capisce che ciò che ha realizzato nella sua vita passata costituisce un tesoro interiore che nessuno potrà mai sottrargli e che, immutabile, è ormai divenuto eterno; si apre al carattere di indefinibile novità del futuro e ai doni che esso ancora custodisce, preservandoli per l'attimo opportuno.

### Il carattere relazionale dell'esistenza: il senso della sofferenza
Slanciandosi nelle tre dimensioni temporali, l'esistenza si scopre relazione all'altro: ai propri familiari, all'umanità, a chi condivide un destino comune, a Dio. Frankl racconta di due prigionieri che trovano la forza per continuare a vivere nel presente proiettandosi nel futuro, in cui avrebbero potuto assolvere al loro compito rispettivamente di padre e di scrittore, riabbracciando il proprio figlio e ultimando una collana di libri iniziata, ma ancora da pubblicare. Frankl stesso riesce a superare il disagio causatogli da pensieri meccanici e dalle preoccupazioni legate alla mera sopravvivenza immaginando di vivere nel futuro e di tenere una conferenza sui meccanismi psicologici degli internati in un lager. Egli assume così le distanze dal doloroso presente e lo guarda come se fosse già passato, come l'«oggetto di un interessante esame psicologico-scientifico» che gli consente di comprendere i disturbi dei suoi compagni nel campo di concentramento e di aiutarli. Frankl ricorda inoltre le marce dei prigionieri, che avanzano scivolando su lastre ghiacciate appoggiandosi l'un l'altro, e soprattutto i dialoghi interiori con la moglie, che dal passato lo guarda dolcemente, sorreggendolo. Egli incoraggia i suoi compagni dicendo loro che anche quando sembra che tutto e tutti ci abbiano dimenticato «c'è sempre qualcuno che» ci sostiene «dall'alto, con sguardo d'incoraggiamento […]: un amico o una donna, un vivo o un morto – oppure Dio».
Al Signore Frankl si rivolge dopo la liberazione, quando, parlando con la gente comune, che non ha mai smesso di vivere «nel mondo del successo», si rende conto dell'incomprensione generale degli orrori perpetrati nei campi di sterminio, che rischia di rendere insensata la sofferenza e la morte di migliaia di uomini ancora oggi, in un tempo di revisionismi e negazionismi. A Dio Frankl eleva però anche la sua preghiera di ringraziamento, ottenendo come risposta il dono di una nuova vita, il ricordo della gioia e della libertà per troppo tempo soffocate e come dimenticate, la consapevolezza che «l'amore è […] il punto finale, il più alto, al quale l'essere umano possa innalzarsi» soltanto vincendo i suoi istinti più brutali, attraversando il deserto della sofferenza.

## L'esperienza nei lager e la logoterapia
L'esperienza vissuta da Frankl nei campi di concentramento è di fondamentale importanza per lo sviluppo del metodo della “logoterapia”, termine introdotto già nel 1926 per designare un'"analisi esistenziale" al confine tra psicologia e filosofia. La logoterapia intende guarire da un disturbo psichico che si esprime attraverso la "nevrosi noogena", cioè attraverso un'alterazione dell'equilibrio che dipende dalla percezione significativa del sé, e precisamente dalla perdita del senso della vita.
Secondo la logoterapia, definita “terza scuola viennese” di psicoterapia (successiva alla psicoanalisi freudiana e alla psicologia individuale adleriana), la "volontà di piacere" (Freud) e la "volontà di potere" (Adler) non sono che i segni di una "volontà di senso" frustrata. Frankl è infatti convinto che, se nel XIX secolo la principale frustrazione che affliggeva l'uomo era quella sessuale, il "male del XX secolo" risiede nell'erosione dell'ambito più generale dei valori.
La logoterapia contrappone all'apatia connessa a un simile male le due tecniche della "dereflessione" – che consiste nel distogliere l'attenzione del paziente dal suo problema, dirottandola su qualcosa di positivo – e dell'“intenzione paradossale” – che risiede nel desiderare ciò che si teme, ed è resa possibile dalla capacità umana di autotrascendenza e di autodistanziamento.
Frankl applica a sé la “dereflessione" per sopravvivere nei campi di sterminio, dove sperimenta anche l'importanza terapeutica della solidarietà e dell'amore. Nei lager egli si accorge che accetta se stesso, realizzando i "valori di atteggiamento" propri della sua particolare situazione, solo chi è accettato dall'altro, e comprende che ciascuno si assume responsabilmente i compiti legati alla propria esistenza soltanto attraverso una decisione che coinvolge i suoi punti di riferimento affettivi. Frankl precisa infine l'atteggiamento maieutico che deve caratterizzare lo psicoterapeuta in base all'esperienza della capacità poietica dell'amore, che dona senso all'io e al tu perché «scorge e schiude […] le possibilità di valore […], non ancora realizzate, che la persona amata, nella sua concretezza, nasconde in sé», sollecitando la sua originale risposta alla vita.

## Edizioni
- Ein Psycholog erlebt das Konzentrationslager, Verlag für Jugend und Volk, Wien 1946.
- … trotzdem Ja zum Leben sagen. Ein Psychologe erlebt das Konzentrationslager (Taschenbuchausgabe), Kösel, München 1978, ISBN 3-423-10023-0; 28ª edizione 2007, ISBN 978-3-423-30142-8.
- Ttrotzdem Ja zum Leben sagen: Ein Psychologe erlebt das Konzentrationslager, Kösel, München 2009, ISBN 978-3-466-36859-4; 3ª edizione 2012.
- From Death-Camp to Existentialism. A Psychiatrist's Path to a New Therapy, traduzione di Ilse Lasch, Preface by Gordon W. Allport, Boston, Beacon Press, 1959.
- Man's Search for Meaning, Boston, Beacon Press, 1962-2025.
- L'home a la recerca de sentit: el camp de concentració viscut per un psicòleg, Labutxaca, Barcelona 2005, ISBN 84-297-5582-9.

### Edizioni italiane
- Uno psicologo nei lager, Prefazioni di Gordon W. Allport, di Gabriel Marcel e di Giambattista Torellò, trad. di Nicoletta Schmitz Sipos, Milano, Ares, 1967; 21ª ed., Ares, 2011.
- Uno psicologo nei lager e altri scritti inediti, trad. di Nicoletta Schmitz Sipos e Matteo Franco (per i cap. 7 e 8), Presentazione di Daniele Bruzzone, Milano, Franco Angeli, 2017 e 2023, ISBN 978-88-351-4568-4.

.